# AEP Olympias Patrasso KAE
L'AEP Olympias Patrasso KAE, noto anche come Olympiada Patrasso, è una società cestistica, parte della polisportiva omonima, avente sede a Patrasso, in Grecia. Fondata nel 1961, gioca nel campionato greco.
Disputa le partite interne nel Pampelloponisiako, che ha una capacità di 5.500 spettatori.

## Palmarès
- A2 Ethniki: 1

2005-2006

## Cestisti
- Kōstas Charisīs 2005-2007